# Rayan (football)
Rayan Vitor Simplício Rocha, ou plus simplement Rayan, né le 3 août 2006 à Rio de Janeiro, est un footballeur brésilien qui évolue au poste d'ailier au Vasco da Gama.

## Biographie

### Carrière en club
Ayant grandi à Barreira do Vasco (pt), en marge du São Januário, Rayan est intégralement formé au Vasco da Gama, qu'il a rejoint à l'âge de six ans, avant d'y signer son premier contrat professionnel en 2022,.
Il fait ses débuts avec l'équipe première du club de sa ville natale le 20 janvier 2023, remplaçant Erick (da) lors d'un match nul 1-1 contre l'Audax (en) en Campeonato Carioca,. Ce faisant il devient le plus jeune joueur du XXIe siècle à évoluer sous les couleurs du Vasco, dépassant le record précédemment établi par Andrey Santos,.

### Carrière en sélection
Rayan est appelé pour la première fois en équipe du Brésil des moins de 17 ans à l'automne 2022.
En mars 2023 il est sélectionné avec les moins de 17 ans pour le Championnat continental qui a lieu à la fin du mois en Équateur. Titulaire lors de toute la compétition, Rayan s'illustreavec un total de 5 buts, en faisant le meilleur buteur du tournoi, à égalité avec son coéquipier Kauã Elias et l'argentin Claudio Echeverri,. Le Brésil remporte la compétition après s'être imposé 3-2 contre l'Argentine lors de la dernière journée de la phase finale, glanant ainsi son 13e titre dans la catégorie,,,.

## Style de jeu
Attaquant polyvalent, Rayan est décrit comme un joueur technique, capable de montrer sa puissance dans la finition, se révélant un buteur prolifique en équipes de jeunes. Gaucher de son pied fort, il est néanmoins capable de marquer des deux pieds.

## Palmarès
| Brésil -17 ans - Championnat sud-américain - Champion en 2023 (en) |

## Statistiques
| Saison                | Club                  | Championnat           | Championnat | Championnat | Championnat | Coupe(s) nationale(s) | Coupe(s) nationale(s) | Coupe(s) nationale(s) | Compétition(s) continentale(s) | Compétition(s) continentale(s) | Compétition(s) continentale(s) | Compétition(s) continentale(s) | Ligue régionale | Ligue régionale | Ligue régionale | Total | Total | Total |
| Saison                | Club                  | Division              | M.          | B.          | P.d.        | M.                    | B.                    | P.d.                  | Comp.                          | M.                             | B.                             | P.d.                           | M.              | B.              | P.d.            | M.    | B.    | P.d.  |
| 2023                  | CR Vasco da Gama      | Série A               | 6           | 1           | 0           | -                     | -                     | -                     | -                              | -                              | -                              | -                              | 2               | 0               | 0               | 8     | 1     | 0     |
| 2024                  | CR Vasco da Gama      | Série A               | 12          | 0           | 0           | 2                     | 0                     | 0                     | -                              | -                              | -                              | -                              | 4               | 1               | 0               | 18    | 1     | 0     |
| Total sur la carrière | Total sur la carrière | Total sur la carrière | 18          | 1           | 0           | 2                     | 0                     | 0                     | -                              | -                              | -                              | -                              | 6               | 1               | 0               | 26    | 2     | 0     |